# Karl Hundason
Karl Hundason serait selon la Saga des Orcadiens un roi d'Écosse de la première moitié du XIe siècle qui est par ailleurs inconnu des autres sources.

## Origine
Une grande partie du récit de  la Saga des Orcadiens relatif au Jarl Thorfinn Sigurdsson détaille ses guerres face à un « roi d'Écosse » du nom de « Karl Hundason » dont l'identification reste conjecturale   Selon la Saga des Orcadiens   dans la guerre qui suit, Thorfinn défait Karl dans une bataille à l’est de Dyrnes (i.e Deerness) à l'extrémité est de l' île principale des Orcades
Ensuite, Karl nomme un certain Moddan ou Madadhan   son neveu, à la tête du Caithness avec le titre de Jarl. Mais Moddan est tué à Thurso par Thorkell le « Père adoptif »  Enfin, une grande bataille près de Torfnes (i.e Tarbat Ness) sur le côté sud du Dornoch Firth se solde par une défaite de Karl qui prend la fuite ou bien est même tué
Selon la saga Thorfinn, Sigurdsson  marche ensuite jusqu’au cœur de l'Écosse et va au sud en Fife, brûlant et pillant sur son passage. Cette expédition est à l’origine des revendications de la saga qui avance que Thorfinn contrôlait neuf comtés écossais

## Hypothèses
L'identité de Karl Hundason, inconnue des sources écossaises et irlandaises, a longtemps été un sujet de discussion, et le problème n’est toujours pas résolu.
- L'hypothèse la plus commune est que Karl Hundason (Hundason = fils de chien) est un surnom insultant donné à Mac Bethad Mormaer de Moray par ses ennemis[8] , [9]
- L’hypothèse de William Forbes Skene qui suggérait qu’il s’agit de Donnchad mac Crínáin lui-même a été relancée ces dernières années[10]
- Plus récemment   Karl a été identifié avec  Crínán de Dunkeld  le père de Donnchad mac Crínáin  cette hypothèse s’adapte mieux à la chronologie de la Saga  qui précise que les événements évoqués ci-dessus sont antérieurs à la mort de Brusi Sigurdsson  vers  1030/1035 [11]
- Une dernière hypothèse propose une origine scandinave à Karl  en faisant de lui le  fils de Hvelpr/Hundi le fils aîné du Jarl Sigurd Hlodvirsson[12].
- Par ailleurs il ne faut pas exclure, l'idée que toute cette affaire ne soit qu’une invention littéraire[13] Notons enfin qu’avec ce combat contre Karl Hundason la saga des Orcadiens  a peut-être tout simplement conservé le souvenir d’un conflit local avec un simple mormaer  Écossais de Ross ou de Sutherland [14].

## Postérité
Si la Saga des Orcadiens ne donne pas d’information sur la parenté de Karl Hundason elle indique  que Moddan ou Madadhan  le comte de Caithness nommé par lui était son neveu. Sous le règne des Jarl  suivants la saga évoque une puissante famille qui étend son influence sur le Caithness à partir de Thurso et qui est issue de Moddan de Dalr un « homme riche et respectable »  homonyme et peut être descendant du comte de Caithness. Ce qui expliquerait le rôle important des membres de cette lignée dans l’histoire ultérieure des Orcades.
- Moddan de Dalr dont 
  - Ottar Moddansson comte de Thurso
  - Helga Moddansdóttir concubine du Jarl Haakon Paulsson  et mère de
    - Harald Haakonsson,
    - Ingibjorg épouse de Olaf Ier de Man ,
    - Margaret épouse de Matad d'Atholl.

  - Frakokk Moddansdóttir [16]   épouse de Ljótr le rénégat de Sutherland et mère de
    - Steinvor la Grosse épouse de Þorljotr de Redvavik dont
      - Olvir la bagarre, Magnus, Ormr,  Moddan et Einriði.

    - Guðrun épouse de Þorstein  franc-tenancier,
      - Þorbjorn le clerc ,

  - Þorleif Moddansdóttir mère de
    - Auðhildr épouse d’Erik la Lutte puis concubine de Sigurd Magnusson ,
      - Eirik la cargue  épouse Ingrid la   fille de Rognvald Kali Kolsson ,

## Sources
- (en) Mike Ashley The Mammoth Book of British Kings & Queens Robinson London (ISBN 1841190969) « Thorfinn II The Black and The Mighty » p. 447-450.
- Régis Boyer La Saga de Saint Olaf Payot 1983  (ISBN 2228132500).
- Jean Renaud, La Saga des Orcadiens, tr. par Jean Renaud, éd. Aubier, Paris, 1990  (ISBN 2700716426).
- Jean Renaud, Les Vikings et les Celtes, éd. Ouest-France Université, Rennes, 1992  (ISBN 2737309018).
- (en) Ann Williams, Alfred P. Smyth, D P Kirby A Bibliographical Dictionary of Dark Age Britain (England, Scotland and Wales c.500-c.1050).  Seaby London (1991)  (ISBN 1 852640472) « Karl Hundason Scottish ruler c.1034--7 » p. 165
- (en) Alex Woolf From Pictland to Alba 789~1070 The New Edinburgh History of Scotland. Edinburgh University Press, Edinburgh (2007)  (ISBN 978-0748612345)